# やさしい狼犬部隊
『やさしい狼犬部隊』（やさしいろうけんぶたい、Three Stripes in the Sun）は、1955年のアメリカ合衆国の戦争ドラマ映画。脚本家リチャード・マーフィーの初監督作品で、出演はアルド・レイ、フィル・ケリー、ディック・ヨークなど。大阪市東住吉区の聖家族の家にまつわる実話をもとにした、E・J・カーン・Jrによる「ザ・ニューヨーカー」掲載小説を原作としている。

## ストーリー
大阪に駐屯する米陸軍歩兵第27連隊（狼犬部隊）のヒュー・オライリー軍曹とネビィ伍長は、キャンプ大津勤務となった。大津でオライリー軍曹は、ある日財布を失くし、その財布を拾った孤児院を運営する吉田神父と知り合う。オライリー軍曹は通訳のユウコと吉田神父を大阪市東住吉区の孤児院まで送り、粗末な建物と食事の孤児院を目の当たりにする。以来、オライリー軍曹は度々孤児院に食料を届けたり、孤児院建物建設のために同僚から募金を集めた。大佐に見つかるが、米軍の任務でないことから、建設は日本の建設業者を使うことにより建設に従事することを許される。オライリー軍曹はユウコとともに孤児院建設に奔走し、互いの理解を深めていったが、建設資金集めの慈善野球試合の日に2人は喧嘩をしてしまい、そのまま、オライリー軍曹は朝鮮戦争に参加することになる。しかしオライリー軍曹は朝鮮戦線で負傷し、日本に戻ってくる。その後、孤児院は完成し、記念の式典にオライリー軍曹も招待される。帰国が迫るオライリー軍曹はユウコと結婚する固い決意をユウコに伝える。

## キャスト
- ヒュー・オライリー軍曹: アルド・レイ
- ウィリアム・シェパード大佐: フィル・ケリー
- ネビィ・ミューレンドルフ伍長: ディック・ヨーク
- アイダホ・ジョンソン: チャック・コナーズ
- 吉田神父: 大川平八郎（ヘンリー大川）
- ユウコの父: 斎藤達雄
- ユウコ: 木村三津子
- サツミ: 中村玉緒

## ロケ地
- 大阪駅（3代目駅舎）
オライリー軍曹が大阪赴任の際に降り立つ。背景に旧梅田阪急ビルや梅田阪神ビル（大阪神ビルディング）も映る。
- 旧陸軍第四師団司令部庁舎（旧大阪市立博物館、現ミライザ大阪城）
米軍司令部が置かれている。大阪城（大阪城公園）にジープで入る光景や、大阪城天守閣も映る。
- 鶴ケ丘駅（阪和線）近くの踏切
オライリー軍曹、ユウコ、吉田神父がジープに乗って踏切待ちをするシーン。「鶴ケ丘市場」や「鶴ヶ丘幼稚園」と書かれた看板が映る。
- 住吉大社
前をオライリー軍曹、ユウコ、吉田神父が乗ったジープが走る
- 長居公園・大阪競馬場
旧孤児院のバラックが建ち並ぶ。
- 西京極球場
毎日オリオンズとウルフハンド部隊（狼犬部隊）チームの慈善野球試合が行われる。
- 聖家族の家
中庭にある石碑が映る。完成の記念式典のシーンもある。
- 碧雲荘
- 平安神宮